# Eija-Liisa Ahtila
Eija Liisa Ahtila (Hämeenlinna, 6 agosto 1959) è una fotografa e videoartista finlandese.

## Biografia
Nasce a Hämeenlinna in Finlandia nel 1959, inizia i suoi studi alla università di Helsinki per poi specializzarsi in film e video al London College of Printing, School of Media and Management, Film and Video Department di Londra ed infine alla American Film Institute, Advanced Technology Program di Los Angeles.

## Critica
I primi cortometraggi della artista finlandese presentano tematiche femministe ma successivamente la sua indagine si allarga per analizzare situazioni più complesse, familiari e sociali.
Dopo il 1990 Ahtila comincia ad esplorare ancora più profondamente i temi inerenti alla identità individuale e nello stesso tempo continua la sua indagine sulle relazioni umane quotidiane.
Come ella stessa dichiara, il suo interesse nei suoi film ed in tutto il suo lavoro è concentrato sulle relazioni umane, sulla sessualità, sulla difficoltà di comunicazione, sulla formazione e la disintegrazione della identità individuale. I suoi film e le sue foto sono, come lei stessa li definisce, drammi umani.
Le storie che Ahtila racconta attraverso i video e le immagini fotografiche sono basate sulla realtà e sulla immaginazione, su esperienze e ricordi personali, di persone conosciute o di totali sconosciuti.
Questi elementi sono presenti in tutta la sua produzione, ciò che varia è la tecnica di rappresentazione; proiezioni accostate che ricordano il cinema della nouvelle vague anni sessanta del XX secolo, inquadrature alternate, rinuncia ai trucchi ottici e uso della telecamera a mano traballante che ricorda il gruppo Dogma 95 capeggiato da Lars von Trier.
Un video del 1999, Consolation Service (menzione d'onore alla 48ª Biennale Arte di Venezia), è un esempio di cinema verità, il narratore e la telecamera vengono mostrati, l'illusione della fiction è resa visibile.

## Opere
- Where is where?, 2008, 55 minuti, Installazione HD, 4 schermi.
- Love is a treasure, 2002, 55 minuti, Film 35 mm
- The House, 2002, 14 minuti, Installazione DVD
- The Wind, 2002, 14 min 20 s, Installazione DVD
- The Present, 2001, Installazione DVD
- Consolation service, 1999, 24 minuti, 35 mm film et DVD
- Anne, Aki and God, 1998, 30 minuti, Installazione DVD
- Today, 1996/7, 10 minuti, Film 35 mm et installazione DVD
- If 6 was 9, 1995, 10 minuti, Film 35 mm et installazione DVD
- Me/We, Okat, Gray, 1993, 3 × approx. 90 s, Film 35 mm et installazione DVD
- Secret garden, 1994
- Tender trap, 1990
- Nature on things, 1987, 10 minuti